# Výškov
Výškov (en allemand : Wischkowa) est une commune du district de Louny, dans la région d'Ústí nad Labem, en Tchéquie. Sa population s'élevait à 518 habitants en 2021.

## Géographie
Výškov se trouve à 11 km au nord-ouest de Louny, à 41 km au sud-ouest d'Ústí nad Labem et à 66 km au nord-ouest de Prague.
La commune est limitée par Lišnice, Polerady et Volevčice au nord, par Břvany à l'est, par Postoloprty au sud, et par Bitozeves, Blažim et Havraň à l'ouest.

## Histoire
La première mention historique du village date de 1392.

## Transports
Par la route, Výškov se trouve à 13 km de Louny, à 59 km d'Ústí nad Labem et à 80 km de Prague.